# Geher-Länderkampf der Männer 1972 Schweiz – BR Deutschland – Frankreich
| 12. Leichtathletik-Länderkampf mit bundesdeutscher Beteiligung 1972 | 12. Leichtathletik-Länderkampf mit bundesdeutscher Beteiligung 1972 |
| ------------------------------------------------------------------- | ------------------------------------------------------------------- |
|                                                                     |                                                                     |
| Ländervergleich der Männer: Schweiz – BR Deutschland – Frankreich   |                                                                     |
| Austragungsort                                                      | Lausanne                                                            |
| Wettbewerbe                                                         | 2                                                                   |
| Datum                                                               | 2. Juli                                                             |
| 1. FRG 2. FRA 3. SUI                                                | 41 Punkte 28 Punkte 23 Punkte                                       |
| Chronik                                                             |                                                                     |
| ← BEL-FRG-NLD (M)                                                   | FRG-CAN (F) →                                                       |

Im zwölften Vergleich des Länderkampfjahres 1972 trafen sich zum sechsten Mal die Geher aus der Schweiz, der Bundesrepublik Deutschland und Frankreich. In diesem Jahr fand die Veranstaltung am 2. Juli in Lausanne statt. Die fünf vorangegangenen Begegnungen hatten die bundesdeutschen Sportler für sich entschieden.

## Wettbewerbe und Modus
Auf dem Programm standen wie gewohnt zwei Wettbewerbe, die Straßengehen über 20 und 50 Kilometer. Nach den üblichen Regeln kamen von vier Startern je Land in den beiden Wettbewerben die jeweils besten drei in die Wertung. Der erste Rang brachte zehn Punkte, der zweite acht, der dritte sieben, der vierte sechs usw.

## Ergebnis
Der Wettbewerb über die kürzere Distanz ging mit einem bundesdeutschen Einzelsieg sowie den Plätzen zwei und vier mit klarem Vorsprung an die Bundesrepublik. Auf der 50-km-Strecke gab es einen Schweizer Einzelsieg. Auch hier lag das bundesdeutsche Team in der Disziplinwertung mit den Rängen zwei, vier und sieben vorn. So siegte die Bundesrepublik Deutschland mit 41 Punkten vor Frankreich (28 Punkte) und der Schweiz (23 Punkte).

## Resultate

### 20-km-Straßengehen
| Platz | Athlet              | Land | Zeit (h) |
| ----- | ------------------- | ---- | -------- |
| 01    | Heinz Mayr          | FRG  | 1:30:23  |
| 02    | Gerhard Weidner     | FRG  | 1:31:17  |
| 03    | Jean-Claude Decosse | FRA  | 1:31:41  |
| 04    | Siegfried Richter   | FRG  | 1:32:07  |
| 05    | René Pfister        | SUI  | 1:33:00  |
| 06    | Herbert Meier       | FRG  | 1:33:21  |
| 07    | Jacques Arnoux      | FRA  | 1:34:51  |
| 08    | Hans Döbeli         | SUI  | 1:35:10  |
| 09    | Louis Marquis       | SUI  | 1:35:39  |
| 10    | Alain Moulinet      | FRA  | 1:39:11  |
| 11    | Didier Bonnans      | FRA  | 1:44:19  |
| 12    | Dominique Ansermat  | SUI  | 1:46:00  |

### 50-km-Straßengehen
| Platz | Athlet              | Land | Zeit (h) |
| ----- | ------------------- | ---- | -------- |
| 01    | Alfred Badel        | SUI  | 4:12:35  |
| 02    | Bernhard Nermerich  | FRG  | 4:16:27  |
| 03    | Gérard Lelièvre     | FRA  | 4:22:25  |
| 04    | Lothar Milden       | FRG  | 4:26:27  |
| 05    | Guy Bailly          | FRA  | 4:27:51  |
| 06    | Henri Delerue       | FRA  | 4:29:34  |
| 07    | Alwin Reng          | FRG  | 4:31:22  |
| 08    | Michel Vallotton    | SUI  | 4:39:36  |
| 09    | Jean-Pierre Garnung | FRA  | 4:41:58  |
| 10    | Paul Sittert        | SUI  | 4:43:36  |
| 11    | Max Grob            | SUI  | 4:52:31  |
| 12    | Hannes Koch         | FRG  | 5:00:40  |